# XNXX
XNXX – serwis internetowy umożliwiający publikację i oglądanie w Internecie amatorskich filmów pornograficznych. Jego właścicielem jest VLab Ltd, z siedzibą w Hongkongu. Miesięcznie strona ma średnio 45 milionów odwiedzających z samej Unii Europejskiej.
W dniu 12 lipca 2018 serwis znalazł się na ósmej pozycji najczęściej odwiedzanych stron internetowych na świecie w rankingu LikeWeb, ale na 76. pozycji według Alexa Internet, jednocześnie będąc 74. najczęściej odwiedzaną stroną w Stanach Zjednoczonych, 48. w Wielkiej Brytanii, 37. we Włoszech i 18. w Egipcie (według tego samego rankingu). 
W 2016 serwis należał do najpopularniejszych w Rumunii ze średnią oglądalnością 575 tys. osób miesięcznie, a także w 2017 spośród serwisów erotycznych w Polsce według danych Gemius.